# LIKKLE MAI
LIKKLE MAI（リクル・マイ）は、日本のレゲエ歌手。女性。岩手県宮古市出身。

## 略歴
1994年、ロックステディバンドDREAMLETSのボーカルとして音楽活動開始。1995年、ダブレゲエバンドDRY&HEAVYに加入。2005年、DRY&HEAVY脱退、ソロとして独立。
2006年、ソロデビューアルバム「ROOTS CANDY」をリリース。数々の大型フェスに出演。
2007年、2ndアルバム「M W（エムダブリュー）」自身のレーベルMK STARLINERよりリリース。
2009年、全編バンドサウンドによる3rdアルバム「mairation（マイレーション）」リリース。
2012年、ポカリスエット「たけしとインドネシア編」CM曲「The Life Is Simple And Beautiful」を配信限定リリース。7月4日に4thアルバム「DUB IS THE UNIVERSE」をリリース。12月23日にジンタらムータとのコラボレーション・シングル「平和に生きる権利」をリリース。
2014年、東日本大震災で被災した故郷・岩手県の沿岸部に暮らす人々の心情を克明に描いた書き下ろし新曲を含むミニアルバム「きたぐにのはる」をリリース。
2017年以降、ソウル・フラワー・ユニオンのバッキング・ヴォーカリストとしても活動中。
2018年2月、実に9年振りとなるCD付7インチシングル「V-I-C-T-O-R-Y」をリリース。オリコン・インディーズ・チャート18位。7月にソウル・フラワー・ユニオンの中川敬、Rob Smithが参加したミニアルバム「Rise Up」をリリース。
2021年 12月ネットに蔓延るヘイトをぶった斬るメッセージソングネット横丁、コロナ禍の日常を暖かな視点で描いたおこもり期のひきこもごも2曲を配信で同時リリース。「ネット横丁」の配信リリースから10日後、「ネット横丁」MVを公開。大きな反響を呼ぶ。
2022年 1月、東京と大阪にて「ネット横丁」レコ発ライブ。1月21日「ネット横丁」「おこもり期のひきこもごも」を両A面の7インチシングルリリース。
2024年 5月24日、配信シングルGAZA をリリース。

## ディスコグラフィー

### シングル
- Rock To Sleep / Your Pocket（2005年10月） 7インチシングル
- Why Are You In A Hurry?（2005年12月14日）CDシングル
  1. Why Are You In A Hurry?
  2. Cheer U Up
  3. 朽ち果てぬ光(RADIO EDIT)
- Your Love ～Spotlight Mix（2006年7月）12インチ・シングル
- My Woman/Home,Sweet Home（2008年1月25日）7インチシングル
  - A面：My Woman
  - B面：Home,Sweet Home
    - 2ndアルバム「M W」リリース後、ファンの投票で決まった限定7インチシングル。
- Come Together For I&I（2009年5月12日）7インチシングル
  - A面：Come Together For I&I
  - B面：Dub Version
    - 3rdアルバム「mairation」発売に先駆けての7インチシングル
- One Life To Live～Single Version～（2009年10月）配信シングル。
- The Life Is Simple And Beautiful（2012年5月23日）配信シングル。
  - ポカリスエット「たけしとインドネシア編」CMソング。
- 平和に生きる権利（2012年12月23日）ジンタらムータ with リクルマイ、CDシングル。
- V-I-C-T-O-R-Y（2018年2月28日）7インチシングル（同内容CD付）
- ネット横丁 / おこもり期のひきこもごも
  - （2021年12月10日）2曲同時配信リリース
  - （2022年1月21日）両A面7インチシングル

- GAZA（2024年5月24日）配信シングルリリース。

### アルバム
- Roots Candy（2006年2月8日）
  1. My Old Flame
  2. Rock To Sleep
  3. Your Pocket
  4. I'll Be There
  5. Gypsy Woman
  6. Count on Me
  7. Crystal River
  8. 朽ち果てぬ光
  9. Your Love
  10. Velvet Valley
  11. Why Are You In A Hurry?
  12. あのうみのうた
- M W（2007年7月21日）
  1. My Woman
  2. Let's Move On
  3. Home,Sweet Home
  4. たそがれ
  5. ちいさなほのお
  6. Be Careful
  7. Likkle Struggle
  8. Shine On Me
  9. The Harder They Come
- mairation（2009年11月4日）
  1. Come Together For I&I
  2. My Yelloiw Cinderella
  3. 共にゆこう
  4. Put It On
  5. Whatever Will Be
  6. Someone Loves You Honey
  7. Starlight Says It's Alright
  8. 甘いとき
  9. 意地悪WORLD
  10. Zion Eyes
  11. Guide And Protect
  12. Willow Tree
  13. One Life To Live
- DUB IS THE UNIVERSE（2012年7月4日）
  1. The Life Is Simple And Beautiful
  2. Young Soul Rebels
  3. I Seh No
  4. さよならバビロン
  5. A Small Boat Ia Sailing
  6. Open Your Eyes(Scientist Mix)
  7. Just ONE LOVE Is All
  8. ダンスガスンダ
  9. Spin Control
  10. Every Knee Shall Bow
  11. One More Kiss
- きたぐにのはる（2014年12月17日）
  1. 秋田音頭
  2. 相馬盆唄
  3. チャグチャグ馬っ子
  4. ノンキ節
  5. きたぐにのはる
- Rise Up （2018年7月18日）
  1. FLY HIGH
  2. VICTORY SKANK
  3. にがわらい
  4. I'M THE ONLY ONE
  5. WAR IS OVER
  6. V-I-C-T-O-R-Y bonus track